# ×Oryticum
× Oryticum là một chi thực vật có hoa trong họ Hòa thảo (Poaceae).

## Loài
Chi × Oryticum gồm các loài: